# Hafir

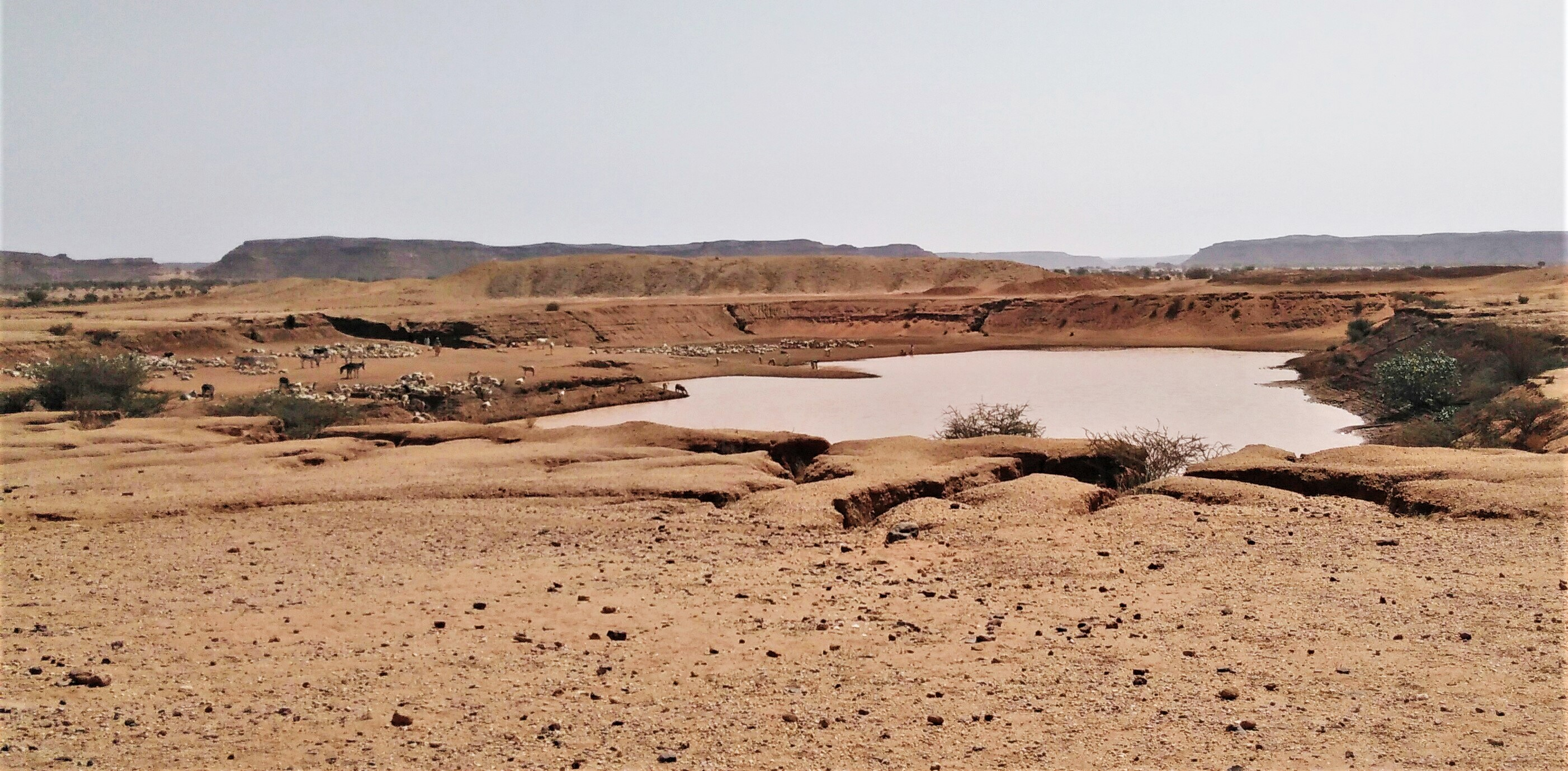
Le "Grand Hafir" à Musawwarat es-Sufra

Un hafir est un bassin de captage d'eau artificiellement construit avec un mur de terre circulaire et des diamètres compris entre 70 et 250 m et hauteurs jusqu'à 250 m . Adaptés aux conditions semi-désertiques, les hafirs captent l'eau pendant la saison des pluies pour la disposer pendant plusieurs mois pendant la saison sèche pour fournir de l'eau potable, irriguer les champs et abreuver le bétail. Il est utilisé dans le centre du Soudan depuis des temps immémoriaux.

## Histoire
Les hafirs étaient une caractéristique importante de la civilisation méroïtique dans le Butana et étaient souvent construits à proximité immédiate des temples, par exemple le Grand Hafir près du temple du Lion à Musawwarat es-Sufra. 800 hafirs anciens et modernes ont été enregistrés dans le Butana . Certains chercheurs supposent que les hafirs près des temples étaient une politique méroïtique visant à contrôler les mouvements des pasteurs et à collecter des impôts.
Cette technique d'irrigation a été améliorée à l'époque de la domination turco-égyptienne  dans l'actuel Soudan. À la fin des années 1940, le gouvernement colonial britannique utilisa un programme d'irrigation pour permettre la culture mécanisée du sorgho.

## Aujourd'hui
Les hafirs sont toujours construits et utilisés aujourd'hui dans le centre du Soudan. Les hafirs d'aujourd'hui contiennent entre 10 000 m3 et 60 000 m3 d'eau principalement administrés par les communautés villageoises et utilisés pour l'irrigation. Seuls les hafirs fouillés par le gouvernement sont également accessibles aux troupeaux de nomades.

## Remarques
1. ↑  M.Hinkel; The Water Reservoirs in Ancient Sudan; in: Bonnet (ed.) 1994; Études nubiennes vol. II, Genève pp. 171-175.
2. ↑  Hafirs in Sudan.
3. 1 2  Fritz Hintze, Kush XI; pp.222-224.
4. ↑  Intisar Soghayroun, Elzein Soghayroun (2010); Trade and Wadis System(s) in Muslim Sudan; p.44;  (ISBN 978-9970-25-005-9).
5. ↑  Common Rainwater Harvesting Techniques in Sudan.